# Brezovec, Slovacia
Brezovec este o comună slovacă, aflată în districtul Snina din regiunea Prešov. Localitatea se află la altitudinea de 269 m deasupra n.m., se întinde pe o suprafață de 3,43 km2 și în 2017 număra 39 de locuitori. Se învecinează cu Ulič, Snina, Ubľa, Snina și Ruská Volová, Snina.

## Istoric
Localitatea Brezovec este atestată documentar din 1600.

## Demografie
| An:                | 1994 | 2004    | 2014    | 2024    |
| ------------------ | ---- | ------- | ------- | ------- |
| Număr de persoane: | 79   | 53      | 42      | 36      |
| Diferență:         |      | −32,91% | −20,75% | −14,28% |

| An:                | 2023 | 2024 |
| ------------------ | ---- | ---- |
| Număr de persoane: | 36   | 36   |
| Diferență:         |      | +0%  |